# Jättepansarmal
Jättepansarmal (Corydoras britskii) är en fiskart som beskrevs av Nijssen & Isbrücker, 1983. Arten ingår i släktet Corydoras, och familjen pansarmalar. Inga underarter finns listade. Vuxna exemplar blir maximalt 8,8 cm långa. Före 2013 var arten en medlem i släktet Brochis, men infördes sedan i Corydoras efter att Brochis reviderats.

## Utbredning
Utbredningsområdet är begränsat till den norra delen av Paraguayflodens avrinningsområde i Brasilien.